# Bert Vogelstein
Bert Vogelstein (Baltimore, 2 juni 1949) is een Amerikaans oncoloog en pionier op het gebied van kankergenomica. Zijn onderzoeken naar darmkanker onthulden dat deze het gevolg zijn van de accumulatie van mutaties in oncogenen en tumorsuppressorgenen. Zijn bevindingen vormen het paradigma voor de modern oncologie en hebben de basis gelegd voor het besef van de somatische evolutie van kanker.
Vogelstein is hoogleraar oncologie en pathologie en onderzoeker van het Howard Hughes Medical Institute aan de Johns Hopkins Medical School en Sidney Kimmel Comprehensive Cancer Center. Samen met Martin Nowak aan de Harvard-universiteit ontwikkelde hij wiskundige modellen om het ontwikkelingsproces van kanker te verklaren, waarmee verschillende hypothesen opgesteld konden worden over timing en progressie van metastasering.
In 2021 werd de Japanprijs aan hem toegekend. 